# Camilla Beccaria
Camilla Beccaria (Pavia, XIV secolo – Mantova, XIV secolo) è stata una nobile italiana.

## Biografia
Nacque a Pavia dalla nobile famiglia Beccaria, signori della città.
Sposò nel 1340 in seconde nozze Guido Gonzaga, secondo capitano del popolo di Mantova e non nacquero figli.